# La Tène
La Tène – miejscowość i gmina w zachodniej Szwajcarii, w kantonie Neuchâtel. Leży nad jeziorem Lac de Neuchâtel. Znajduje się tutaj stanowisko archeologiczne La Tène badane w połowie XIX wieku, które stało się eponimem kultury archeologicznej. Zbiór charakterystycznych zabytków z tutejszego stanowiska archeolodzy określają mianem kultury lateńskiej. Od nazwy miejscowości wywodzi się termin latenizacja. Powstała 1 stycznia 2009 w wyniku połączenia gmin Marin-Epagnier i Thielle-Wavre.

## Demografia
W La Tène mieszka 5379 osób. W 2021 roku 27% populacji gminy stanowiły osoby urodzone poza Szwajcarią. 

## Transport
Przez teren gminy przebiegają autostrady A5 i A20  oraz droga główna nr 10.